# Orgelet
Orgelet ist eine französische Gemeinde im Département Jura in der Region Bourgogne-Franche-Comté. Sie gehört zum Kanton Moirans-en-Montagne im Arrondissement Lons-le-Saunier.

## Geografie
Orgelet liegt im französischen Jura rund drei Kilometer westlich des Lac de Vouglans am Fuß des 672 Meter hohen Mont Orgier. Zehn Kilometer nördlich liegt der Hauptort des Départements Jura, knapp 50 Kilometer südwestlich entfernt liegt Bourg-en-Bresse. Zur Gemeinde gehört eine Exklave zwischen Onoz und dem Lac de Vouglans.

## Geschichte
Orgelet wurde im 13. Jahrhundert von den Grafen von Chalon gegründet. 1227 wurde die Stadt erstmals urkundlich erwähnt. Johann I. von Chalon machte Orgelet zur Hauptstadt seiner Grafschaft und zum juristischen Zentrum der Region. Der Sitz gerichtlicher Institutionen bescherte dem Ort bescheidenen Reichtum. 1267 verlieh er Graf der Stadt das Recht, eigenen Steuern eintreiben zu dürfen und ließ einen Stadtrat aus vier Konsuln wählen. 1292 erbaute Johann I. ein Krankenhaus. 1342 gründeten sein Sohn Johann II. eine Münzprägeanstalt.
Zwischen 1349 und 1362 wütete die Pest in der Region um Orgelet und entvölkerte auch die Stadt. Tristan, ein Sohn Johann II. baute die Stadt aus und befestigte sie. Von 1790 bis 1795 war Orgelet Hauptstadt des gleichnamigen Distrikts. 1901 wurde die Stadt an das Eisenbahnnetz angeschlossen.
Als sich Frankreich im Zweiten Weltkrieg unter deutscher Besatzung befand, stand in Orgelet fast die ganze lokale Polizei auf der Seite der Résistance. Sie deckten die Verteilung von Resistance-Zeitungen durch den Friseur Pierre Verney und den 1940 erst 16-jährigen Schreiner Marcel Chamouton. Der aus den Chantiers de Jeunesse, einer Art Arbeitserziehungslager des Vichy-Regimes geflüchtete Robert Mouret aus Orgelet, 1940 im Alter von 17 Jahren, und seine Brüder Marcel und André wurden bekannte Résistancekämpfer. Da der pétainistische General Karcher in Orgelet im Ruhestand lebte, war der Aktionsradius zunächst eingeschränkt. Erst Ende 1942 erhielt die Gruppe Waffen und Instruktionen.
Der von den Deutschen deportierte Polizist Jean Desvignes kehrte nicht zurück. Sein Neffe Maurice Choquet wurde am 11. Juli 1944 in Orgelet festgenommen. Er überlebte das KZ Neuengamme und arbeitete in seinem späteren Leben unermüdlich für die Fédération nationale des déportés et internés résistants et patriotes (FNDIRP), deren Ziel es ist, die Erinnerung an Widerstand und Deportation wach zu halten.

### Bevölkerungsentwicklung
| Jahr      | 1962 | 1968 | 1975 | 1982 | 1990 | 1999 | 2007 | 2019 |
| Einwohner | 1413 | 1662 | 1711 | 1622 | 1700 | 1686 | 1740 | 1606 |

## Gemeindepartnerschaft
- Schlierbach in Oberösterreich

## Sehenswürdigkeiten

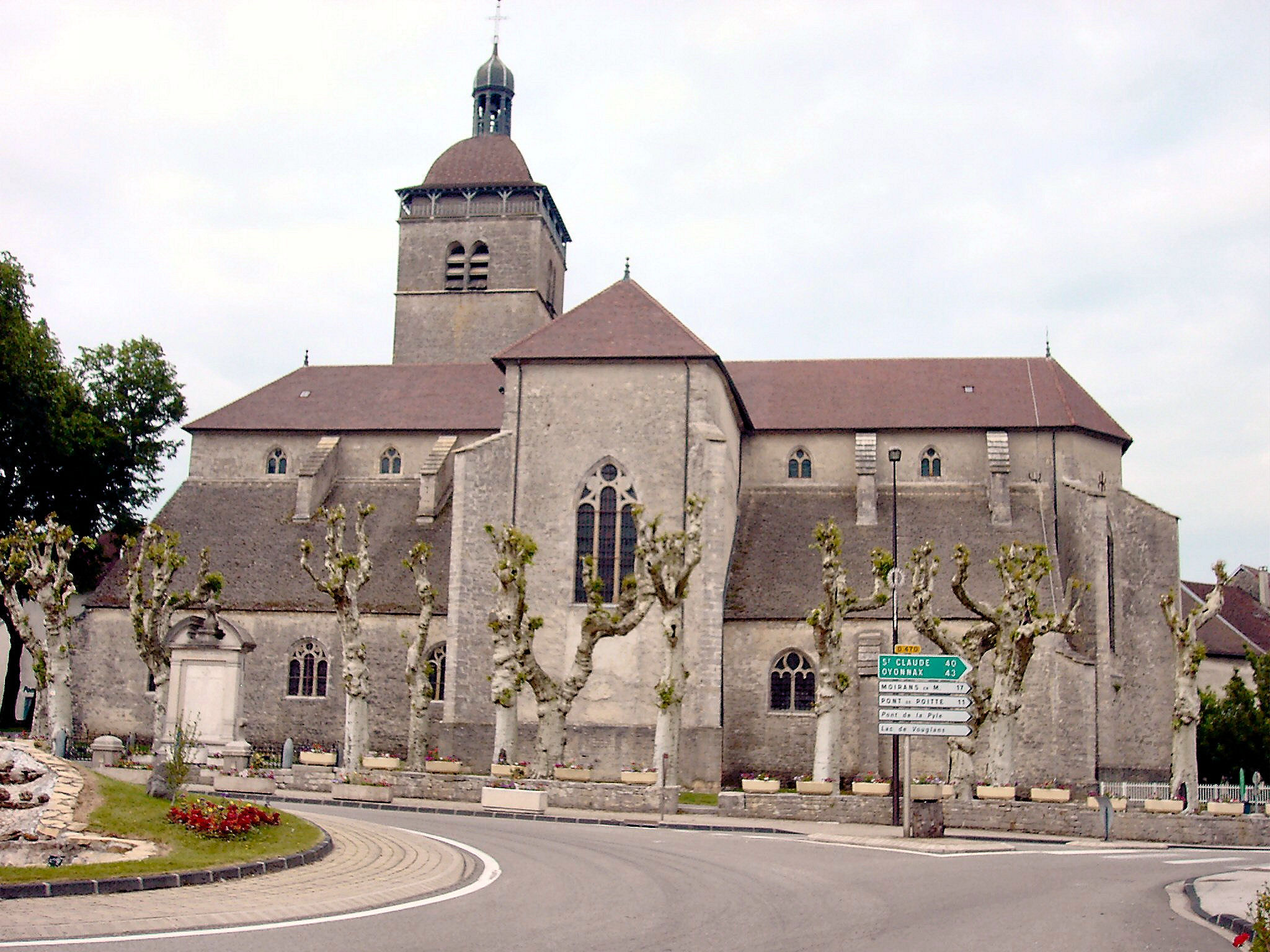
Kirche Notre-Dame

Die Kirche Notre-Dame stammt aus dem 13. bis 17. Jahrhundert. An der Stelle der heutigen Kirche entstand 1275 eine Kapelle, die in die Wehranlagen integriert war. In der Mitte des 15. Jahrhunderts entstand eine Kirche, die 1606 niederbrannte. Danach wurde die Kirche in ihrer heutigen Form erbaut. 1658 wurde der Turm fertiggestellt und bekam seine Glocke. Die Wehrkirche hat ein 46 Meter langes und 15 Meter hohes Hauptschiff, das von einem 32 Meter langen Querschiff geteilt wird. Sehenswert ist vor allem die Orgel, die aus dem 17. Jahrhundert stammt.

## Persönlichkeiten
- Pierre François Xavier Bouchard (1772–1822), Offizier, Entdecker des Steins von Rosetta